# ピンク・クリーム69
ピンク・クリーム69（Pink Cream 69）は、ドイツ出身の多国籍ハード・ロック・バンド。
キャッチー&メロディアスなスタイルで、1990年代初頭に人気を博した。同国の代表的グループ「ハロウィン」在籍のボーカリスト、アンディ・デリスらを輩出している。

## 来歴
1987年、アンディ・デリス（ボーカル、ドイツ人）、アルフレッド・コフラー（ギター、ドイツ人）、デニス・ワード（ベース、アメリカ人）、コスタ・ツァフィリオ（ドラムス、ギリシャ出身だが帰化し現在はスイス人）の4人により結成。
1989年、セルフタイトルのファースト・アルバム『ピンク・クリーム69』でデビュー。セカンド・アルバム『ワン・サイズ・フィッツ・オール』（1991年）はドイツのアルバム・チャートで22位、スイスでは21位を記録した。
オルタナティヴ・ロックの要素を大幅に取り入れたサード・アルバム『ゲームズ・ピープル・プレイ』は不評で売り上げも伸びず、音楽性に異を唱え、3人と確執状態にあったアンディが脱退し、マイケル・キスクの後任として「ハロウィン」に加入。バンドは、イギリス人ボーカリストのデイヴィッド・リードマンを迎えて活動を続ける。4thアルバム『チェンジ』、5th『フード・フォー・ソート』もモダン・ヘヴィネス的な指向の強いアルバムで、日本や欧州では不人気を極め、バンドは半ば忘れ去られた存在となっていた。しかし通算6作目『エレクトリファイド』は、1作目や2作目の頃に回帰したかのような、メロディ重視の明朗なハードロック路線を追求し好評を得た。その後はメロディアスなハードロック及びパワーメタル路線を守り大きく方向性を変えることなく、アルバムを発表し続けている。しかしデニスが他のバンドのプロデューサーとして多忙になり、さらにコスタもマネージメント会社を立ち上げバンド活動と掛け持ちを余儀なくされ、アルバム発表が寡作気味になったり、長期ツアーが困難になるなど、活動は停滞気味になっていた。
2003年のツアーでは、ウヴェ・ライトナウアーがセカンド・ギタリストを務め、ウヴェはその後正式メンバーに昇格して、バンドは5人編成となった。
2012年になると、コスタが別バンドであるユニソニックや企業経営への集中を理由に脱退。後任として、バンドのドラムテックを長年務めてきたクリス・シュミットを迎え入れた。
2019年11月、デニスが脱退し、マグナムに加入。
2020年1月、ウヴェが脱退を表明。3月に元アクシスのマルコ・リートが後任として加入。デニスの後任ベーシストもローマン・ベセートに決定した。2人とも過去にサポートメンバーの経験があったため、正式加入にスムーズに繋がった。
2023年夏に、アルフレッドが脱退。1987年の結成当時のオリジナルメンバーが全てバンドを去ることとなった。

## メンバー

### 現ラインナップ

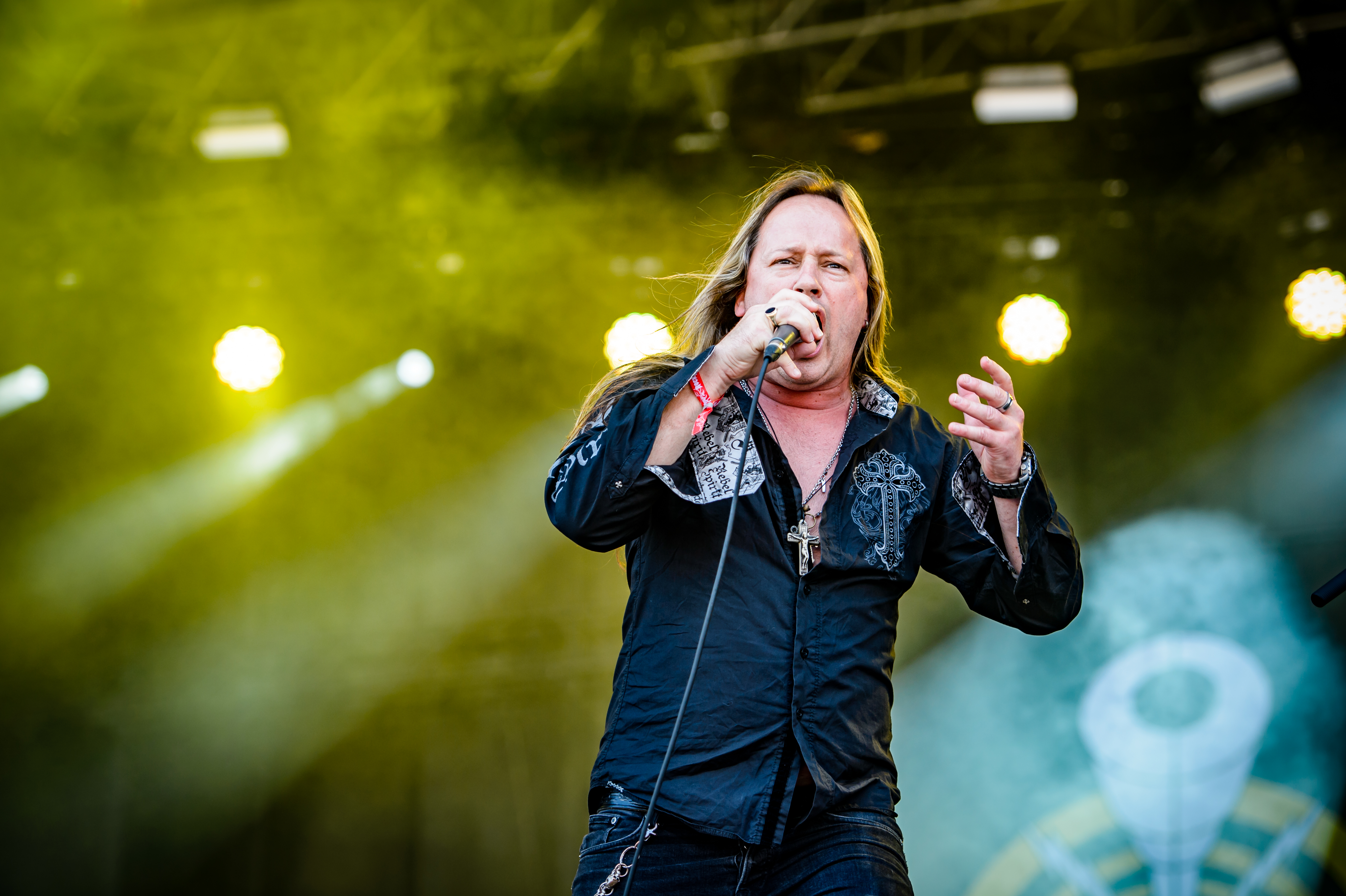
デイヴィッド・リードマン(Vo) 2017年

- デイヴィッド・リードマン (David Readman) - ボーカル (1994年– )

タンクと掛け持ち。サイレント・フォースおよびプライマル・フィアのアレックス・バイロットのバンド、ヴードゥー・サークルにも2017年まで在籍していた。
- アルフレッド・コフラー (Alfred Koffler) - ギター (1987年– )
- マルコ・リート (Marco Wriedt) - ギター (2020年- )
- ローマン・ベセート (Roman Beselt) - ベース (2020年- )
- クリス・シュミット (Chris Schmidt) - ドラムス (2012年– )

### 旧メンバー
- アンディ・デリス (Andi Deris) - ボーカル、ギター (1987年–1994年)
- コスタ・ツァフィリオ (Kosta Zafiriou) - ドラムス (1987年–2012年)
- デニス・ワード (Dennis Ward) - ベース (1987年–2019年) ※2019年にマグナムに加入。
- ウヴェ・ライトナウアー (Uwe Reitenauer) - ギター (2003年–2020年)

## ディスコグラフィ

### スタジオ・アルバム
- 『ピンク・クリーム69』 - Pink Cream 69 (1989年)
- 『ワン・サイズ・フィッツ・オール』 - One Size Fits All (1991年)
- 『ゲームズ・ピープル・プレイ』 - Games People Play (1993年)
- 『チェンジ』 - Change (1994年)
- 『フード・フォー・ソート』 - Food For Thought (1997年)
- 『エレクトリファイド』 - Electrified (1998年)
- 『ソニック・ダイナマイト』 - Sonic Dynamite (2000年)
- 『エンデンジャード』 - Endangered (2001年)
- 『サンダードーム』 - Thunderdome (2004年)
- 『インテンシティ』 - In10sity (2007年)
- 『セレモニアル』 - Ceremonial (2013年)[5]
- 『ヘッドストロング』 - Headstrong (2017年)[6]

### ライブ・アルバム
- 『ライヴ』 - Live (1997年)
- 『ライヴ・イン・カールスルーエ - アニヴァーサリー・ライヴ!』 - Live in Karlsruhe (2009年)